# Grande Prêmio da Grã-Bretanha de 2020
Grande Prêmio da Grã-Bretanha de 2020 (formalmente denominado Formula 1 Pirelli British Grand Prix 2020) foi a quarta etapa do Campeonato Mundial de 2020 da Fórmula 1. Foi disputado em 2 de agosto de 2020 no Circuito de Silverstone, Silverstone, Reino Unido. Esta etapa era prevista para ser a 12ª do Campeonato Mundial, contudo, por conta dos adiamentos e cancelamentos das etapas anteriores pela pandemia de COVID-19, em 2 de junho a FIA anunciou o início da temporada com a corrida austríaca na data originalmente planejada e a etapa britânica adiada.O GP foi vencido por Lewis Hamilton, completando a última volta com apenas 3 rodas.

## Relatório

### Antecedentes

#### Ausência de Sergio Perez
O piloto mexicano Sergio Pérez foi impedido de disputar a corrida após testar positivo para a COVID-19. O resultado foi obtido após o seu primeiro exame ter dado resultado "inconclusivo". Segundo a equipe Racing Point, apesar de estar infectado, Pérez está se sentindo bem. Veja o comunicado da equipe:
Após o anúncio de que Sergio testou positivo para COVID-19 no circuito de Silverstone, antes do GP da Inglaterra de Fórmula 1, a equipe lamenta anunciar que o piloto não poderá participar da corrida deste fim de semana.
Sergio está fisicamente bem e de bom humor, mas continuará se auto-isolando sob as diretrizes das autoridades de saúde pública relevantes, sendo a segurança a prioridade máxima para a equipe e o esporte.
Toda a equipe deseja o bem de Sergio e espera recebê-lo de volta ao cockpit do RP20 em breve.
Nossa intenção é correr com dois carros no domingo. Em breve, comunicaremos os próximos passos para o fim de semana do Grande Prêmio da Inglaterra.

#### Substituto de Sergio Perez
A Racing Point anunciou o alemão, Nico Hulkenberg é o substituti Sergio Pérez, diagnosticado com Covid-19. no Grande Prêmio da Grã-Bretanha. Fora da Fórmula 1 desde que foi dispensado pela Renault no fim de 2019, o alemão chegou a Silverstone na manhã desta sexta-feira e já pilota o carro da Racing Point no primeiro treino livre
Pela manhã, Hulkenberg esteve na fábrica da Racing Point, que fica nas proximidades de Silverstone, e treinou por 45 minutos no simulador da equipe. Ao mesmo tempo, o chassis que será usado pelo alemão no fim de semana estava tendo o banco colocado após o molde feito às pressas pelo piloto.
Hulkenberg já teve passagem pela equipe, quando ainda se chamava Force India, em quatro temporadas como titular, primeiro em 2012 e, depois, de 2014 a 2016. No período, obteve dois quartos lugares como melhores resultados no time, nos GPs da Bélgica de 2012 e 2016 - em 2013, no GP da Coreia do Sul, ele também terminou em quarto lugar, pela Sauber.
Ironicamente, apesar de ter feito sua única pole position na Fórmula 1 pela Williams logo no ano de estreia, em 2010, no GP do Brasil, Hulkenberg ficou marcado em sua trajetória por jamais ter conseguido subir ao pódio em 177 corridas. O mais perto que Hulk esteve de levar um troféu foi no GP do Brasil de 2012, quando se chocou com Lewis Hamilton na briga pela liderança.

#### Q3

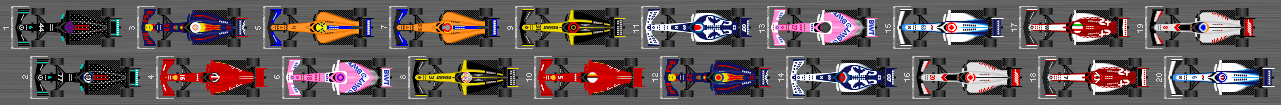
Grid de Largada

## Pneus
| Nome do composto | Cor | Banda de rolamento | Condições de Tempo | Dry Type                           | Aderência       | Longevidade   |
| ---------------- | --- | ------------------ | ------------------ | ---------------------------------- | --------------- | ------------- |
| Macio (C3)       |     | Slick (P Zero)     | Seco               | Soft                               | Mais aderência  | Menos durável |
| Médio (C2)       |     | Slick (P Zero)     | Seco               | Medium                             | Médio           | Médio         |
| Duro (C1)        |     | Slick (P Zero)     | Seco               | Hard                               | Menos aderência | Mais durável  |
| Intermediário    |     | Sulcos (Cinturato) | Molhado            | Intermediate (água não estagnante) | —               | —             |
| Chuva            |     | Sulcos (Cinturato) | Molhado            | Wet (água estagnante)              | —               | —             |

| Escolhas de Pneus de cada piloto para o GP da Grã-Bretanha: | Escolhas de Pneus de cada piloto para o GP da Grã-Bretanha: | Escolhas de Pneus de cada piloto para o GP da Grã-Bretanha: | Escolhas de Pneus de cada piloto para o GP da Grã-Bretanha: | Escolhas de Pneus de cada piloto para o GP da Grã-Bretanha: | Escolhas de Pneus de cada piloto para o GP da Grã-Bretanha: |
| ----------------------------------------------------------- | ----------------------------------------------------------- | ----------------------------------------------------------- | ----------------------------------------------------------- | ----------------------------------------------------------- | ----------------------------------------------------------- |
| Nº                                                          | Pilotos                                                     | Equipe(s)                                                   | Duro                                                        | Médio                                                       | Macio                                                       |
| 44                                                          | Lewis Hamilton                                              | Mercedes                                                    |                                                             |                                                             |                                                             |
| 77                                                          | Valtteri Bottas                                             | Mercedes                                                    |                                                             |                                                             |                                                             |
| 5                                                           | Sebastian Vettel                                            | Ferrari                                                     |                                                             |                                                             |                                                             |
| 16                                                          | Charles Leclerc                                             | Ferrari                                                     |                                                             |                                                             |                                                             |
| 23                                                          | Alexander Albon                                             | Red Bull-Honda                                              |                                                             |                                                             |                                                             |
| 33                                                          | Max Verstappen                                              | Red Bull-Honda                                              |                                                             |                                                             |                                                             |
| 3                                                           | Daniel Ricciardo                                            | Renault                                                     |                                                             |                                                             |                                                             |
| 31                                                          | Esteban Ocon                                                | Renault                                                     |                                                             |                                                             |                                                             |
| 8                                                           | Romain Grosjean                                             | Haas-Ferrari                                                |                                                             |                                                             |                                                             |
| 20                                                          | Kevin Magnussen                                             | Haas-Ferrari                                                |                                                             |                                                             |                                                             |
| 55                                                          | Carlos Sainz Jr.                                            | McLaren-Renault                                             |                                                             |                                                             |                                                             |
| 4                                                           | Lando Norris                                                | McLaren-Renault                                             |                                                             |                                                             |                                                             |
| TBA                                                         |                                                             | Racing Point-Mercedes                                       |                                                             |                                                             |                                                             |
| 18                                                          | Lance Stroll                                                | Racing Point-Mercedes                                       |                                                             |                                                             |                                                             |
| 7                                                           | Kimi Raikkonen                                              | Alfa Romeo Racing-Ferrari                                   |                                                             |                                                             |                                                             |
| 99                                                          | Antonio Giovinazzi                                          | Alfa Romeo Racing-Ferrari                                   |                                                             |                                                             |                                                             |
| 10                                                          | Pierre Gasly                                                | AlphaTauri-Honda                                            |                                                             |                                                             |                                                             |
| 26                                                          | Daniil Kvyat                                                | AlphaTauri-Honda                                            |                                                             |                                                             |                                                             |
| 6                                                           | Nicholas Latifi                                             | Williams-Mercedes                                           |                                                             |                                                             |                                                             |
| 63                                                          | George Russell                                              | Williams-Mercedes                                           |                                                             |                                                             |                                                             |

## Resultados

### Treino Classificatório
| Pos.                     | Nº | Piloto             | Construtor                | Tempos   | Tempos   | Tempos   | Grid |
| Pos.                     | Nº | Piloto             | Construtor                | Q1       | Q2       | Q3       | Grid |
| ------------------------ | -- | ------------------ | ------------------------- | -------- | -------- | -------- | ---- |
| 1                        | 44 | Lewis Hamilton     | Mercedes                  | 1:25.900 | 1:25.347 | 1:24.303 | 1    |
| 2                        | 77 | Valtteri Bottas    | Mercedes                  | 1:25.801 | 1:25.015 | 1:24.616 | 2    |
| 3                        | 33 | Max Verstappen     | Red Bull Racing-Honda     | 1:26.115 | 1:26.144 | 1:25.325 | 3    |
| 4                        | 16 | Charles Leclerc    | Ferrari                   | 1:26.550 | 1:26.203 | 1:25.427 | 4    |
| 5                        | 4  | Lando Norris       | McLaren-Renault           | 1:26.855 | 1:26.420 | 1:25.782 | 5    |
| 6                        | 18 | Lance Stroll       | Racing Point-BWT Mercedes | 1:26.243 | 1:26.501 | 1:25.839 | 6    |
| 7                        | 55 | Carlos Sainz Jr.   | McLaren-Renault           | 1:26.715 | 1:26.149 | 1:25.965 | 7    |
| 8                        | 3  | Daniel Ricciardo   | Renault                   | 1:26.677 | 1:26.339 | 1:26.009 | 8    |
| 9                        | 31 | Esteban Ocon       | Renault                   | 1:26.396 | 1:26.252 | 1:26.209 | 9    |
| 10                       | 5  | Sebastian Vettel   | Ferrari                   | 1:26.469 | 1:26.455 | 1:26.339 | 10   |
| 11                       | 10 | Pierre Gasly       | AlphaTauri-Honda          | 1:26.343 | 1:26.501 | N/A      | 11   |
| 12                       | 23 | Alexander Albon    | Red Bull Racing-Honda     | 1:26.565 | 1:26.545 | N/A      | 12   |
| 13                       | 27 | Nico Hülkenberg    | Racing Point-BWT Mercedes | 1:26.327 | 1:26.566 | N/A      | 13   |
| 14                       | 26 | Daniil Kvyat       | AlphaTauri-Honda          | 1:26.774 | 1:26.744 | N/A      | 191  |
| 15                       | 63 | George Russell     | Williams-Mercedes         | 1:26.732 | 1:27.092 | N/A      | 202  |
| 16                       | 20 | Kevin Magnussen    | Haas-Ferrari              | 1:27.158 | N/A      | N/A      | 14   |
| 17                       | 99 | Antonio Giovinazzi | Alfa Romeo Racing-Ferrari | 1:27.164 | N/A      | N/A      | 15   |
| 18                       | 7  | Kimi Räikkönen     | Alfa Romeo Racing-Ferrari | 1:27.366 | N/A      | N/A      | 16   |
| 19                       | 8  | Romain Grosjean    | Haas-Ferrari              | 1:27.643 | N/A      | N/A      | 17   |
| 20                       | 6  | Nicholas Latifi    | Williams-Mercedes         | 1:27.705 | N/A      | N/A      | 18   |
| Regra dos 107%: 1:31.807 |    |                    |                           |          |          |          |      |
| Fonte:                   |    |                    |                           |          |          |          |      |

Notas
- ↑1  – Daniil Kvyat (AlphaTauri-Honda) recebeu uma punição de cinco posições no grid por conta de uma troca da caixa de câmbio.
- ↑2  – George Russell (Williams-Mercedes) recebeu uma punição de cinco posições no grid por não reduzir a velocidade durante bandeiras amarelas duplas no treino classificatório.

### Corrida

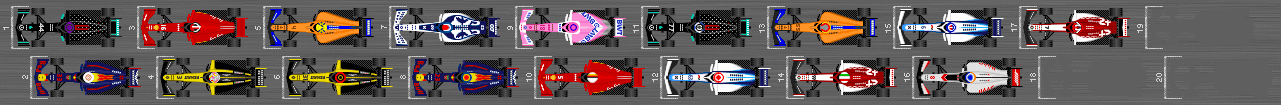
Posições de chegada da corrida

| 1      | 44 | Lewis Hamilton     | Mercedes                  | 52 | 1:28:01.283         | 1  | 25  |
| 2      | 33 | Max Verstappen     | Red Bull-Honda            | 52 | +5.856              | 3  | 191 |
| 3      | 16 | Charles Leclerc    | Ferrari                   | 52 | +18.474             | 4  | 15  |
| 4      | 3  | Daniel Ricciardo   | Renault                   | 52 | +19.650             | 8  | 12  |
| 5      | 4  | Lando Norris       | McLaren-Renault           | 52 | +22.277             | 5  | 10  |
| 6      | 31 | Esteban Ocon       | Renault                   | 52 | +26.937             | 9  | 8   |
| 7      | 10 | Pierre Gasly       | Alpha Tauri-Honda         | 52 | +31.188             | 11 | 6   |
| 8      | 23 | Alexander Albon    | Red Bull-Honda            | 52 | +32.670             | 12 | 4   |
| 92     | 18 | Lance Stroll       | Racing Point-BWT Mercedes | 52 | +37.311             | 6  | 2   |
| 10     | 5  | Sebastian Vettel   | Ferrari                   | 52 | +41.857             | 10 | 1   |
| 11     | 77 | Valtteri Bottas    | Mercedes                  | 52 | +42.167             | 2  |     |
| 12     | 63 | George Russell     | Williams-Mercedes         | 52 | +52.004             | 20 |     |
| 13     | 55 | Carlos Sainz Jr.   | McLaren-Renault           | 52 | +53.370             | 7  |     |
| 14     | 99 | Antonio Giovinazzi | Alfa Romeo-Ferrari        | 52 | +54.2053            | 15 |     |
| 15     | 6  | Nicholas Latifi    | Williams-Mercedes         | 52 | +54.549             | 18 |     |
| 16     | 8  | Romain Grosjean    | Haas-Ferrari              | 52 | +55.050             | 17 |     |
| 17     | 7  | Kimi Räikkönen     | Alfa Romeo-Ferrari        | 51 | +1 lap              | 16 |     |
| Ret    | 26 | Daniil Kvyat       | Alpha Tauri-Honda         | 11 | Acidente            | 19 |     |
| Ret    | 20 | Kevin Magnussen    | Haas-Ferrari              | 1  | Colisão             | 14 |     |
| DNS    | 27 | Nico Hülkenberg    | Racing Point-BWT Mercedes | 0  | Unidade de Potência | —4 |     |
| Fonte: |    |                    |                           |    |                     |    |     |

Notas
- ↑1  –  Inclui um ponto para a volta mais rápida.
- ↑2  – A classificação de Lance Stroll é provisória, sujeita ao resultado de qualquer decisão relativa a um protesto sobre a legalidade do carro  Racing Point-BWT Mercedes pelo  Renault.
- ↑3 Antonio Giovinazzi terminou em 12º na pista, mas recebeu uma penalidade de cinco segundos por excesso de velocidade nas condições dos carros de segurança. [10]
- ↑4  - Nico Hülkenberg se classificou em 13º, mas seu lugar no grid ficou vago, pois ele não começou a corrida.

## Voltas na Liderança
| Nº de Voltas | Piloto         | Voltas |
| ------------ | -------------- | ------ |
| 52           | Lewis Hamilton | 1-52   |

## 2020DHLFastest Pit Stop Award

### Resultado
| 1      | 33 | Max Verstappen     | Red Bull-Honda            | 2.18 | 25 |
| 2      | 99 | Antonio Giovinazzi | Alfa Romeo Racing-Ferrari | 2.38 | 18 |
| 3      | 44 | Lewis Hamilton     | Mercedes                  | 2.38 | 15 |
| 4      | 23 | Alexander Albon    | Red Bull-Honda            | 2.41 | 12 |
| 5      | 77 | Valtteri Bottas    | Mercedes                  | 2.45 | 10 |
| 6      | 4  | Carlos Sainz Jr.   | McLaren-Renault           | 2.67 | 8  |
| 7      | 31 | Esteban Ocon       | Renault                   | 2.87 | 6  |
| 8      | 18 | Lance Stroll       | Racing Point-Mercedes     | 2.97 | 4  |
| 9      | 63 | George Russell     | Williams-Mercedes         | 3.12 | 2  |
| 10     | 10 | Pierre Gasly       | Alpha Tauri-Honda         | 3.18 | 1  |
| Fonte: |    |                    |                           |      |    |

### Classificação
| Tabela do DHL Fastest Pit Stop Award \| Pos \| Construtor \| Pontos \| \| --- \| --------------------- \| ------ \| \| 1 \| Red Bull-Honda \| 130 \| \| 2 \| Mercedes \| 83 \| \| 3 \| Williams-Mercedes \| 63 \| \| 4 \| Renault \| 40 \| \| 5 \| Alfa Romeo-Ferrari \| 39 \| \| 6 \| Ferrari \| 18 \| \| 7 \| AlphaTauri-Honda \| 13 \| \| 8 \| Racing Point-Mercedes \| 9 \| \| 9 \| McLaren-Renault \| 8 \| \| 10 \| Haas-Ferrari \| 1 \| |                       |        |
| Pos | Construtor            | Pontos |
| 1 | Red Bull-Honda        | 130    |
| 2 | Mercedes              | 83     |
| 3 | Williams-Mercedes     | 63     |
| 4 | Renault               | 40     |
| 5 | Alfa Romeo-Ferrari    | 39     |
| 6 | Ferrari               | 18     |
| 7 | AlphaTauri-Honda      | 13     |
| 8 | Racing Point-Mercedes | 9      |
| 9 | McLaren-Renault       | 8      |
| 10 | Haas-Ferrari          | 1      |

## Tabela do campeonato após a corrida
Somente as cinco primeiras posições estão incluídas nas tabelas.
| Pos | Piloto          | Pontos | Var     |
| --- | --------------- | ------ | ------- |
| 1   | Lewis Hamilton  | 88     | Estável |
| 2   | Valtteri Bottas | 58     | Estável |
| 3   | Max Verstappen  | 52     | Estável |
| 4   | Lando Norris    | 36     | Estável |
| 5   | Charles Leclerc | 33     | 1       |

| Pos | Construtor            | Pontos | Var     |
| --- | --------------------- | ------ | ------- |
| 1   | Mercedes              | 146    | Estável |
| 2   | Red Bull-Honda        | 78     | Estável |
| 3   | McLaren-Renault       | 51     | Estável |
| 4   | Ferrari               | 43     | 1       |
| 5   | Racing Point-Mercedes | 42     | 1       |